# NHK那珂川大内中継局
NHK那珂川大内中継局（エヌエイチケイなかがわおおうちちゅうけいきょく）は、栃木県那須郡那珂川町にあったNHKのテレビ中継局。

## 中継局概要（廃止時点）
| 放送局名          | チャンネル | 空中線電力        | ERP  | 放送対象地域 | 放送区域内世帯数 | 偏波面   |
| NHK東京総合テレビ | 44ch       | 映像10W /音声2.5W | 不明 | 関東広域圏   | 不明             | 水平偏波 |
| NHK東京教育テレビ | 46ch       | 映像10W /音声2.5W | 不明 | 全国         | 不明             | 水平偏波 |

## 置局住所
- 那須郡那珂川町大内字馬坂の石山